# FK Milano Kumanovo
FK Milano Kumanovo - em macedônio: ФК Милано - é um clube de futebol sediado na cidade de Kumanovo, na República da Macedónia. Fundado em 1990, disputa atualmente a Segunda Divisão do Campeonato Macedônio.

## Estádio

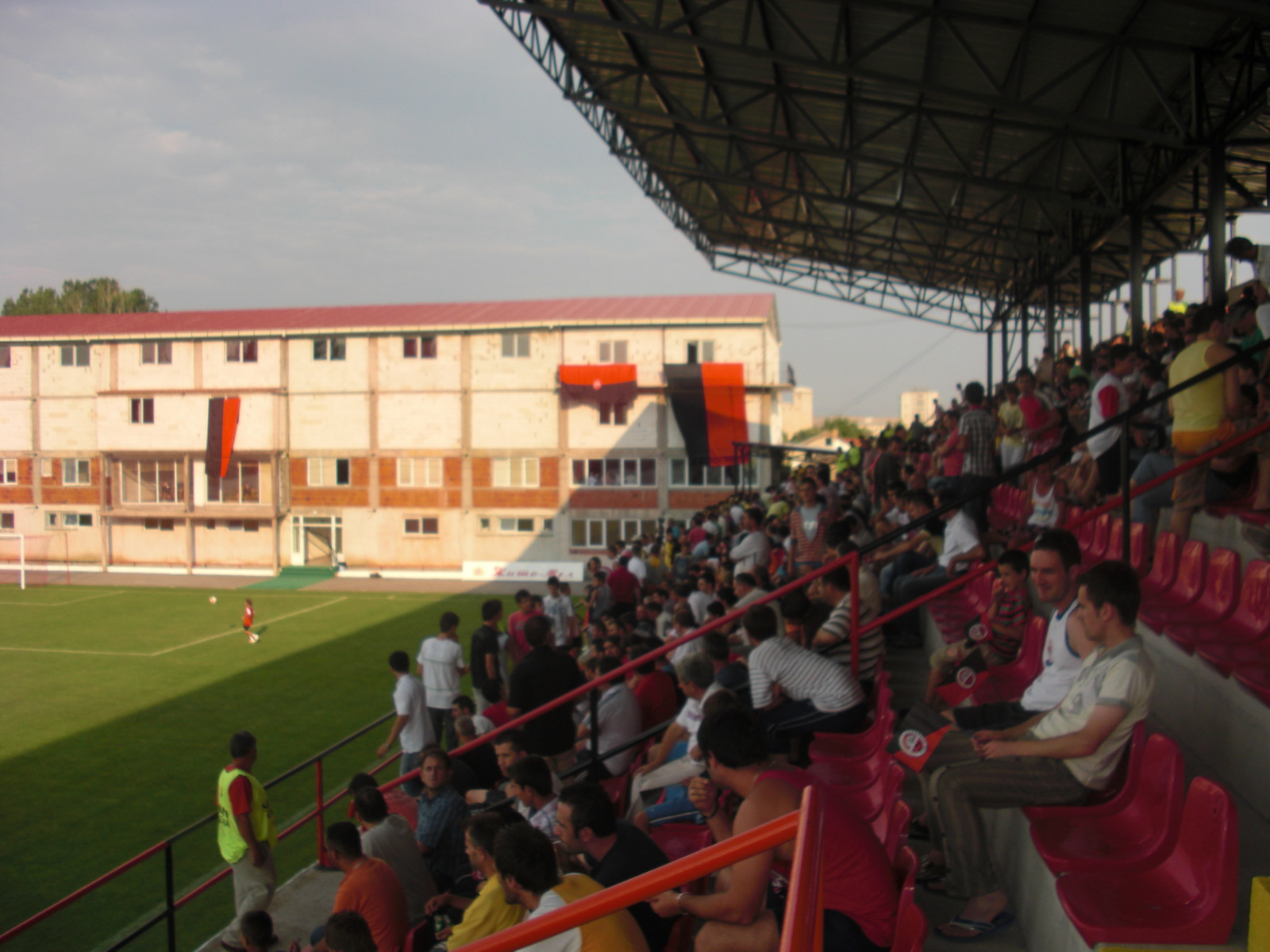
Vista da Milano Arena, estádio do Milano Kumanovo.

Joga suas partidas na Milano Arena, em Kumanovo, com capacidade para 5.000 torcedores.

## Elenco
Nota: Bandeiras indicam equipe nacional, conforme definido pelas regras de elegibilidade da FIFA. Os jogadores podem ter mais de uma nacionalidade não-FIFA.
| N.º |                    | Posição | Jogador          |
| --- | ------------------ | ------- | ---------------- |
| 1   | Macedónia do Norte | G       | Zoran Markovski  |
| 2   | Macedónia do Norte | D       | Fuat Shabani     |
| 3   | Sérvia             | M       | Ivan Puzović     |
| 4   | Kosovo             | M       | Faton Cecelija   |
| 5   | Macedónia do Norte | M       | Burhan Aliji     |
| 6   | Kosovo             | D       | Burim Shabani    |
| 7   | Macedónia do Norte | M       | Avni Aziri       |
| 8   | Sérvia             | A       | Nikola Djokić    |
| 9   | Macedónia do Norte | A       | Ivica Lazarev    |
| 10  | Kosovo             | M       | Mensur Limani    |
| 11  | Sérvia             | A       | Saša Stojanović  |
| 12  | Sérvia             | G       | Aleksander Danić |

| N.º |                    | Posição | Jogador           |
| --- | ------------------ | ------- | ----------------- |
| 13  | Macedónia do Norte | M       | Sasko Bajlozov    |
| 14  | Macedónia do Norte | A       | Dragan Trajkovski |
| 15  | Kosovo             | D       | Erdogan Brando    |
| 16  | Kosovo             | D       | Fatmir Ziba       |
| 17  | Macedónia do Norte | M       | Antonio Bogatinov |
| 18  | Macedónia do Norte | M       | Valmir Beluli     |
| 19  | Macedónia do Norte | M       | Jovan Sekovski    |
| 21  | Kosovo             | D       | Liridon Kukaj     |
| 22  | Kosovo             | A       | Genc Iseni        |
| 23  | Macedónia do Norte | M       | Fidan Sulejmani   |
| 24  | Macedónia do Norte | A       | Bunjamin Shabani  |